# HMS Mjölner (32)
HMS Mjölner (32) var en jagare i svenska flottan som byggdes på Eriksbergs varv och sjösattes den 9 april 1942 som den fjärde av fyra jagare i Modeklassen. Fartyget byggdes om i mitten av 1950-talet och omklassades till fregatt 1953 då hon fick fartygsnummer 76. Mjölner utrangerades 1966 varpå hon såldes år 1969 för skrotning i Göteborg. Namnet kommer från Mjölner, asaguden Tors hammare i nordisk mytologi.

## Utformning och bestyckning
Mjölner var 78 meter lång, 8,1 meter bred och hade ett djupgående av 2,3 meter. Standarddeplacementet var 635 ton och det maximala deplacementet var 785 ton.Maskineriet utgjordes av två oljeeldade ångpannor av märket Penhoët A, vilka levererade ånga till två ångturbiner vilka drev var sin propeller. Maskineriet utvecklade 16 000 hästkrafter vilket gav fartyget en maxfart av 30 knop (55km/h). Huvudbestyckningen utgjordes av tre 10,5 cm kanoner m/42. Dessa var placerade i var sitt torn, ett på backdäck, ett på akterdäck och ett på den aktra överbyggnaden. Luftvärnet utgjordes av två 40 mm luftvärnsautomatkanon m/36 och två 20 mm luftvärnsautomatkanon m/40. Tre torpedtuber för 53 cm torpeder satt i ett trippelställ för om den aktra överbyggnaden och vidare fanns två sjunkbombskastare och två sjunkbombsfällare. 42 minor kunde dessutom medföras för minfällning.

## Historia
Mjölner byggdes på Eriksbergs Mekaniska Verkstads AB i Göteborg sjösattes den 9 april 1942 och levererades till marinen redan den 12 november samma år. Efter leveransen sattes Mjölner in i kustflottan, där hon tjänstgjorde under återstoden av andra världskriget.
År 1946 gick Mjölner tillsammans med HMS Fylgia och HMS Munin (31) på en utlandsresa till Norge, Irland och Belgien. Resan gick till följande hamnar.
1. Stockholm Avseglade 28 april 1946
2. Uddevalla
3. Göteborg
4. Bergen, Norge
5. Fanefjord, Norge
6. Dublin, Irland
7. Antwerpen, Belgien
8. Göteborg Anlöpte 14 juni 1946

År 1953 omklassades Mjölner till fregatt och byggdes om i mitten av 1950-talet. En av 10,5 cm kanonerna samt torpedtubsstället togs då bort och 40 mm kanonerna m/36 ersattes av m/48 med samma kaliber. Dessutom monterades en antiubåtsgranatpjäs m/51.

### Utrangering
Mjölner utrangerades den 1 april 1966 och såldes därefter för skrotning i Göteborg år 1969.